# Ende (Herdecke)

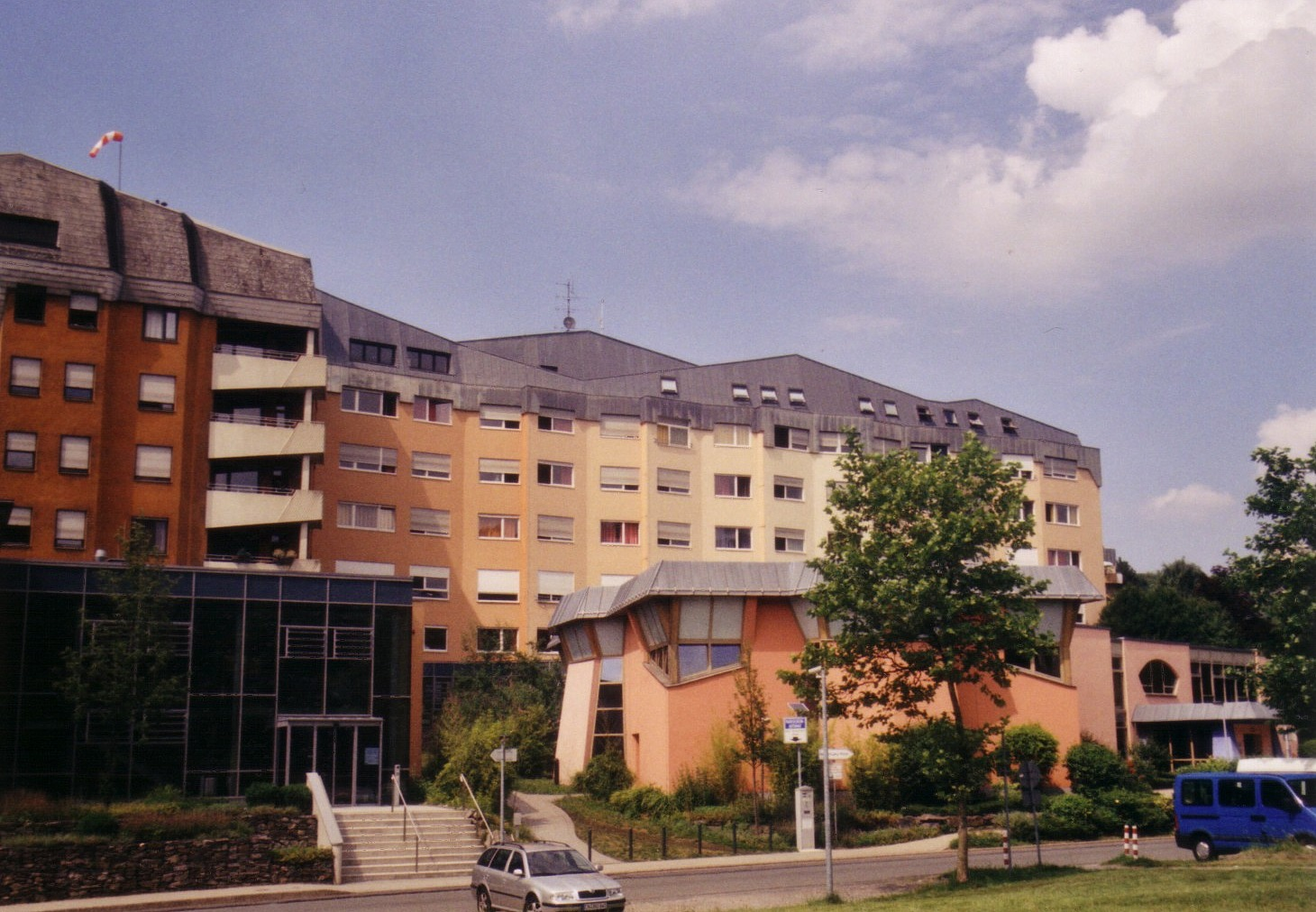
Größter Arbeitgeber der Stadt ist das Westender Gemeinschaftskrankenhaus

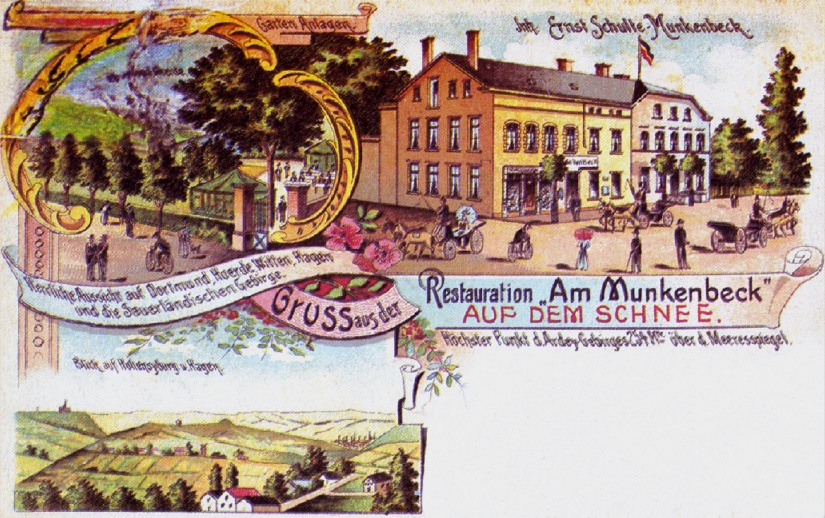
Alte Postkarte „Auf dem Schnee“

Ende ist ein Stadtteil der westfälischen Stadt Herdecke. Mit rund 14.000 Einwohnern bildet Ende als zweites Siedlungszentrum den nördlichen Teil der Stadt Herdecke, die insgesamt fast 23.000 Einwohner hat.

## Geografie
Ende befindet sich komplett im Ardeygebirge. Der Stadtteil umfasst die ehemaligen vier Bauerschaften Kirchende, Ostende, Westende und Gedern.

## Geschichte
Erstmals erwähnt wurde der Ort um 890 in einem Abgabenverzeichnis des Klosters Werden, des so genannten Werdener Urbars als emnithi, was heute meist als Einöde gedeutet wird. Die Eintragung lautet: „In Emnithi tradidit Goduleb duas familias, unde census XVI mod. ordei et heriscilling VIII den“ (= Von zwei Familien in Emnithi übergab Goduleb [dem Kloster] den Pachtzins von 16 Scheffel Gerste und eine Heeressteuer von 8 Denaren).
Inzwischen wird in der neueren Ortsnamenforschung die angebliche Ersterwähnung des Ortes um 890 als Emnithi im Urbar der Reichsabtei Werden bezweifelt und abgelehnt. Im vorliegenden Fall lässt sich kein überzeugendes Argument für eine Identifizierung mit Ende beibringen, denn der Ortsname verweist nicht auf den Raum um Herdecke. Bei der Deutung des Ortsnamens ist von dem 1229 erwähnten Ennethe auszugehen; wobei die Präposition zeigt, dass der Ortsname als eine ursprüngliche Stellenbezeichnung zu verstehen ist.
Sicher wurde Ende erstmals vor und um 1220 als Tennede in den Vogteirollen des Stifts Essen erwähnt. Im Jahr 1229 erscheint der Ort als Ennethe im Güterverzeichnis der Äbtissin des Herdecker Stifts und nennt auch erstmals die Ortsteile Kircennethe, Westennethe und Ostennethe und macht Angaben über fünf mansi genannte Unterhöfe im Ender Bereich. Drei der Höfe mussten als jährliche Abgaben an das Stift neben Geld jeweils ein Schwein leisten, zwei kleinere Höfe kamen mit je zwei Schillingen (solidi) davon. Zwischen 1351 und 1432 wurde Ende als decima in Ennede im Volmarsteiner Urkundenbuch genannt, dabei auch das später wüst gefallene Overen-Ennede (Oberende).
1351 wird die Bauerschaft Gedern erstmals im Volmarsteiner Lehnsregister Diderichs von Malingrode erwähnt. Fünf Höfe bildeten damals Gedern. Von ihnen lagen zwei im so genannten Obergedern und drei in der Talaue direkt an der Ruhr. Die Höfe waren dem Gederner, heute Herdecker Haus Mallinckrodt abgabepflichtig, das seinerseits im Dienste der Herren von Volmarstein stand.

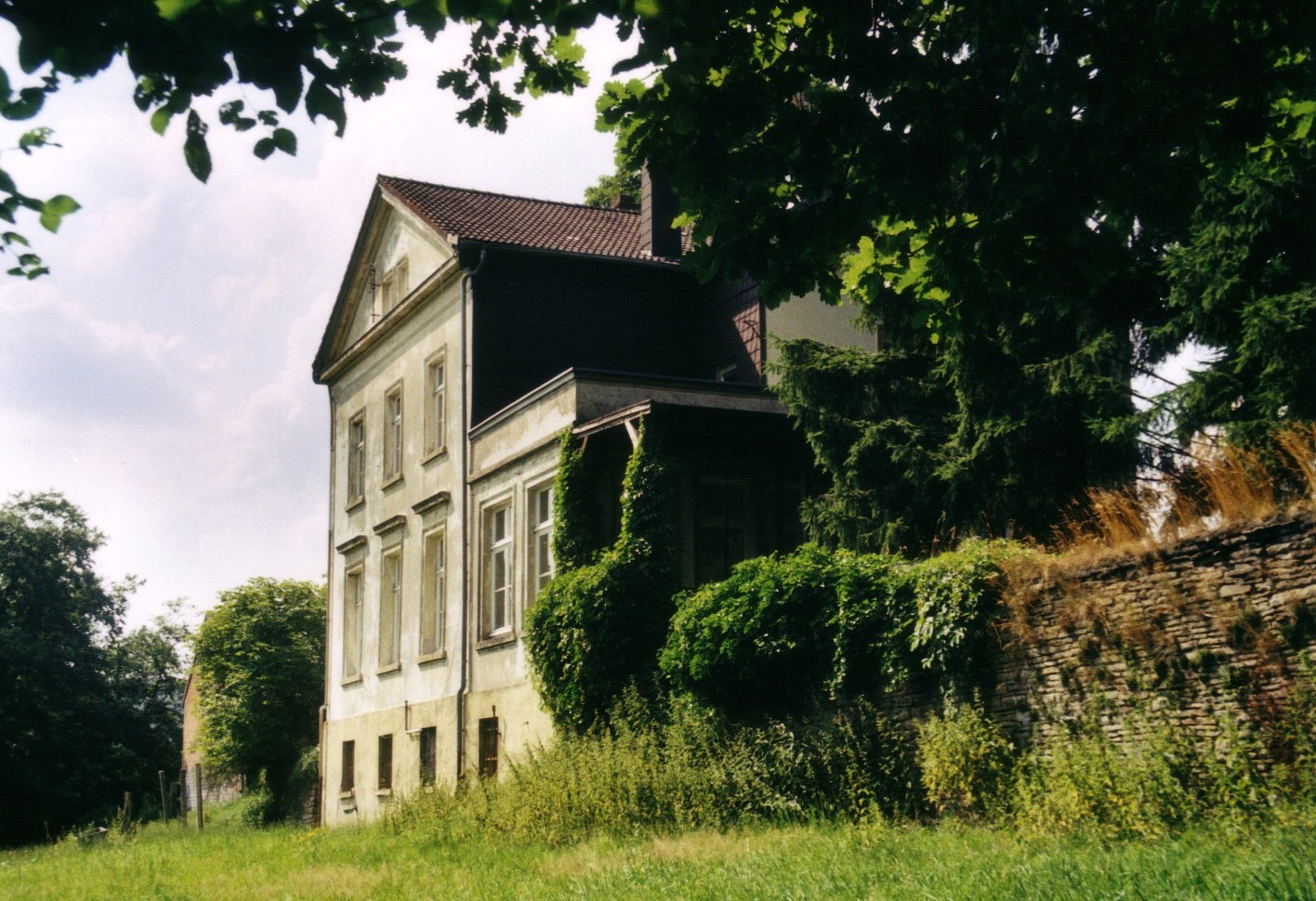
Das Haus Kallenberg in Kirchende

Auch die Einwohner Endes hatten unter den kriegerischen Auseinandersetzungen der Großen Dortmunder Fehde 1388/89 und der Soester Fehde 1444–1449 zu leiden. In die Geschichte eingegangen ist unter anderem ein verheerender Überfall am 22. August 1389, als Dortmunder Truppen zu einem Beutezug ins Umland einfielen und in Ende die Höfe niederbrannten, das Vieh raubten und die Äcker verwüsteten. „Sundaegs vur Bartholomei branten die Dortmundeschen to Ennede“ vermerkte der Dortmunder Chronist Dietrich Westhoff.
In einem weiteren Güterverzeichnis des Stifts Herdecke wurden 1483 insgesamt 9 Höfe in Ende als abgabenpflichtig aufgeführt. Insgesamt gab es damals 24 Höfe und 15 Kotten, was aus einem Scharbuch der Markgenossen aus demselben Jahr hervorgeht.
Ende gehörte im Spätmittelalter und der Frühen Neuzeit in eigener Bauerschaft (Enede) und Kirchspiel im Amt Wetter (historisch) zur Grafschaft Mark. Laut dem Schatzbuch der Grafschaft Mark von 1486 hatten in der Bauerschaft die 25 Steuerpflichtigen Hofbesitzer zwischen ½ Goldgulden und 10 Goldgulden Abgabe zu leisten. Darunter Steuerzahler aus Gedern, Kirchende, Ostende und Westende. Die beiden größten Höfe mit einer Abgabe von je 10 Goldgulden waren die von Hanß Schulte to Gerderen und Johan Schulte Stychtz.
Im 18. und 19. Jahrhundert machte die Familie Meyer (später Schulte-Meyer) insbesondere den Bereich Ahlenberg urbar. Einst dichter Wald auf steinigem Boden (Ruhrsandstein) wurde gerodet und Stein für Stein abgetragen.
1817 wurden in der neuentstandenen preußischen Provinz Westfalen die Landkreise Dortmund und Hagen gegründet. Gedern wurde im Zuge dieser Neuordnung 1818 aufgeteilt. Während der westliche Teil an Annen im Landkreis Dortmund fiel, wurde der östliche Teil der Gemeinde Ende dem Landkreis Hagen zugeordnet. Dieser Teil der Landgemeinde (plus 55 Wohnplätze) hatte 1887 eine Fläche von 14,51 m², darunter 585 ha Ackerland, 115 ha Wiesen und 475 ha Holzungen. Es gab 346 Wohngebäude mit 490 Haushaltungen und 2826 Einwohner.
Während der Industrialisierung der Region im 19. Jahrhundert blieb Ende weitgehend bäuerlich geprägt, eine wirtschaftliche Rolle spielte der Holzeinschlag für den Bergbau in den benachbarten Ruhrgebiets-Städten.
Der 1870 erbaute Ender Tunnel liegt an der Bahnstrecke Dortmund–Herdecke–Hagen.
Das ehemalige Amt Ende, später die Gemeinde Ende, umfasste die alten Bauerschaften Kirchende, Ostende, Westende und Gedern.
Am 13. März 1939 entsprach die Bezirksregierung einem Wunsch Endes, sich der Stadt Herdecke anschließen zu dürfen, woraufhin auch (Ost-)Gedern ein Teil Herdeckes wurde. Im Jahr der Eingemeindung nach Herdecke hatte Ende 3.766 Einwohner.

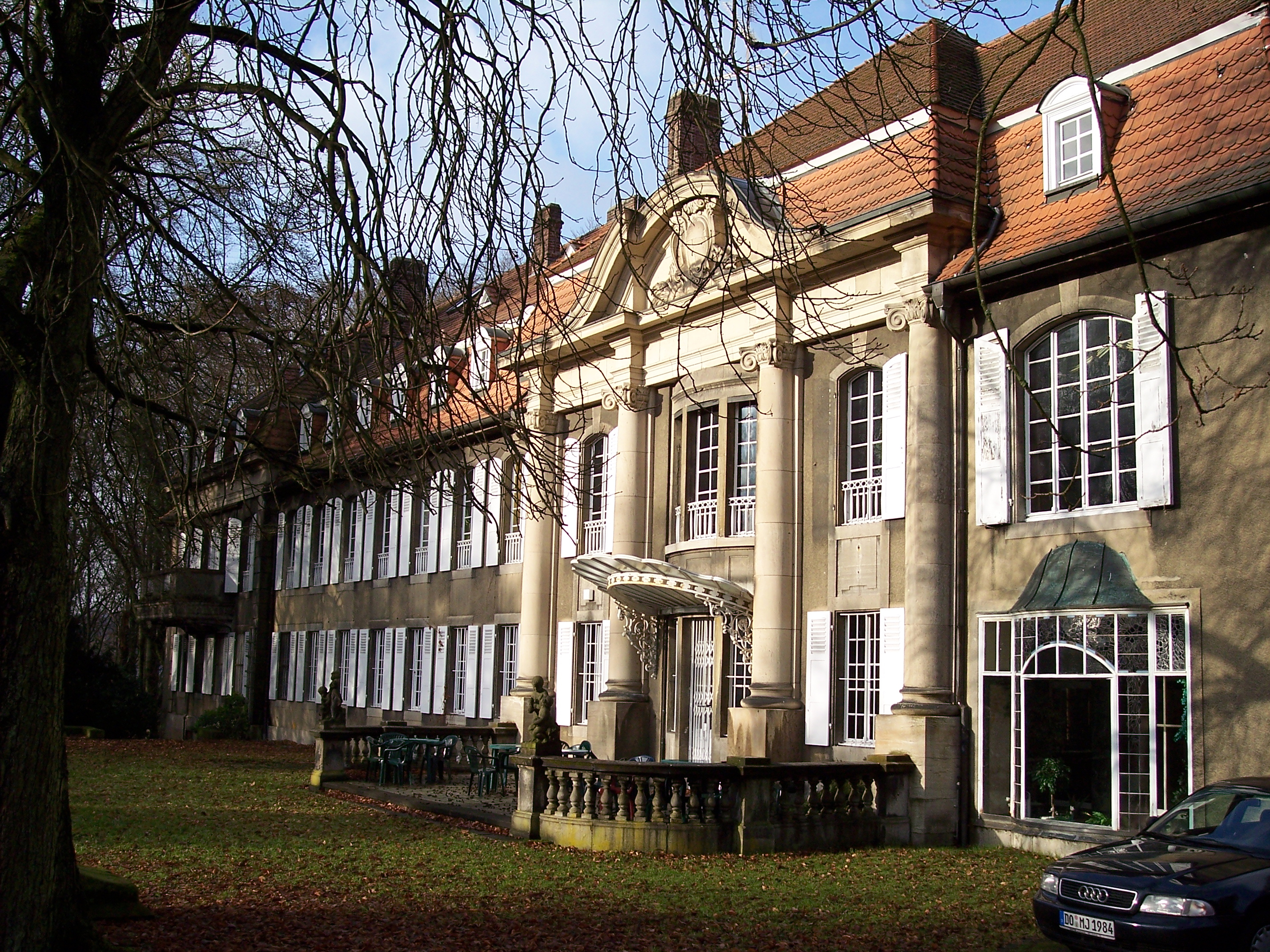
Das Haus Ende in Ostende

Bis in die 1950/60er Jahre war das Ender Landschaftsbild noch stark von kleinbäuerlicher Landwirtschaft beherrscht. Dann begann eine intensive Ausdehnung vor allem des Wohnungsbaus. In Westende wurde 1969 das Gemeinschaftskrankenhaus Herdecke angesiedelt und damit quasi ein neuer Stadtteil begründet, in dem heute mehrere tausend Menschen leben, wo zuvor nur einige Höfe, Kotten und Wiesen waren. Auch in Kirch- und Ostende, in letzterem vor allem im „Villenviertel“ Ahlenberg hat die Siedlungsdichte seitdem stark zugenommen. Allein Gedern, isoliert im Westen an der Ruhr gelegen und von Wald geprägt, hat sich kaum verändert.

### Einwohnerentwicklung
Der Stadtteil Ende, nicht mit der ehemaligen Gemeinde zu verwechseln, hatte die folgenden Einwohnerzahlen:
| Jahr | Einwohner |
| ---- | --------- |
| 2000 | 8360      |
| 2010 | 7834      |

## Sehenswürdigkeiten
Im Zentrum von Kirchende prägt die alte Evangelische Dorfkirche Kirchende das Ortsbild. Das eigentliche Gebäude wurde 1759 eingeweiht. Der weitaus ältere Turm des Vorgängerbaus steht bis heute. In ihm hängt auch noch eine bronzene, dem Hl. Urban geweihte Glocke aus dem Jahr 1426. Kunsthistorisch interessant ist vor allem der Altarbereich der Dorfkirche mit der blau-goldenen, barocken Holzkanzel. Diese wurde 1774 von Friedrich Goswin Freiherr von Vaerst zum Callenberg, dem ehemaligen Besitzer des Hauses Kallenberg, als Stiftung nach Ende gebracht.
1909 malte der Künstler Fritz Gärtner zum 150-jährigen Jubiläum der Kirche ein Altarbild, das Jesus vor der Ender Landschaft zeigt. Abgebildet ist dort neben der Dorfkirche selbst auch das Haus Mallinckrodt als damaliger Aufenthaltsort des Malers. Ebenfalls noch erhalten sind mehrere Grabplatten. Die ältesten stammen aus den Jahren 1549 (für Hermann von dem Varst) und 1590 (für Berent to Ostende Johans Sone).
Am Rande des Kirchplatzes findet sich die älteste Gastwirtschaft Herdeckes. Das 1606 erbaute Fachwerkhaus ist baulich nahezu unverändert erhalten. Auf das Baujahr weist eine Inschrift über der heutigen Eingangstür hin, die leider nur in Fragmenten erhalten ist „....wohnen Tag und Nacht 1606.“
Weitere Bauten sind in Kirchende das Haus Kallenberg, in Ostende das Haus Ende und der Ender Tunnel der Bahnstrecke Dortmund–Lüdenscheid sowie in Gedern das Haus Mallinckrodt.
Am 7. April 1925 wurde der Grundstein für eine römisch-katholische Kapelle auf dem Semberg in Ende gelegt. Die Einweihung der von der Brauereibesitzer-Familie Cremer unweit ihres Sommerhauses auf eigenem Grundstück und auf eigene Kosten errichteten Kapelle erfolgte am 21. Juni 1925, sie wurde zur Erinnerung an eine verstorbene Tochter der Familie der Heiligen Elisabeth geweiht. Die Gemeinde durfte die Kapelle nutzen, musste dafür aber den baulichen Unterhalt tragen – obwohl der abgelegene Standort für die Mehrheit der Gläubigen nur schwer erreichbar war.

## Religion
In Ende gibt es mehrere Kirchengemeinden. Die mitgliederstärkste ist die evangelische Kirchengemeinde Ende, daneben bestehen die römisch-katholische Kirchengemeinde St. Urban, die Christengemeinschaft und eine Baptistengemeinde.

## Vereine
In Ende gibt es zwei große Sportvereine. Der TuS Ende deckt viele Sportarten ab, von Leichtathletik über Tae-Kwon-Do bis zu Schach. Der FC Herdecke-Ende ist ein reiner Fußballverein. Trainiert wird vor allem auf der Sportanlage Am Kalkheck, die neben einem Kunstrasenplatz auch einen Naturrasen umfasst. Größtes Highlight war ein Freundschaftsspiel im Jahre 2008 gegen Borussia Dortmund, welches aber mit 0:25 verloren ging.
Höchste Ligazugehörigkeit: Landesliga
Aktuelle Liga: Bezirksliga Staffel 6